# Frances O'Connor
Frances Ann O'Connor (12 de junio de 1967) es una actriz británica.

## Carrera
Es conocida por sus papeles en películas como Mansfield Park (1999), Al diablo con el diablo (2000), A.I. Inteligencia Artificial (2001), La importancia de llamarse Ernesto (2002), Rescate en el tiempo (2003) y El conjuro 2 (2016). Ha ganado un Premio AACTA a la mejor actriz en un papel principal, por su interpretación en Bendita (2009), y fue nominada al Globo de Oro por Madame Bovary (2000).

## Filmografía
| Año  | Título                             | Papel                             | Notas                                                              |
| ---- | ---------------------------------- | --------------------------------- | ------------------------------------------------------------------ |
| 1993 | Law of the Land                    | Marissa Green                     | Serie de televisión                                                |
| 1994 | Halifax f.p: The Feeding           | Frances                           | Película para televisión                                           |
| 1994 | The Damnation of Harvey McHugh     | Georgina                          | Episodio: "Heaven Knows Mr. McHugh"                                |
| 1995 | Bathing Boxes                      | Segunda mujer                     | Cortometraje                                                       |
| 1995 | Snowy River: The McGregor Saga     | Rachel McAlister                  | Episodio: "A New Life: Part 1" Episodio: "A New Life: Part 2"      |
| 1996 | Shark Bay                          | Dr. Jane                          | Película para televisión                                           |
| 1996 | Blue Heelers                       | Gabe Greenway                     | 3 episodios                                                        |
| 1996 | G. P.                              | Karen Papadopoulos                | Episodio: "Someone to Turn To"                                     |
| 1996 | Love and Other Catastrophes        | Mia                               |                                                                    |
| 1997 | Frontline                          | Kristy                            | Episodio: "I Get the Big Names"                                    |
| 1997 | Kiss or Kill                       | Nikki Davies                      |                                                                    |
| 1997 | Thank God He Met Lizzie            | Jenny                             |                                                                    |
| 1998 | A Little Bit of Soul               | Kate Haslett                      |                                                                    |
| 1999 | Mansfield Park                     | Fanny Price                       |                                                                    |
| 2000 | About Adam                         | Laura Owens                       |                                                                    |
| 2000 | Madame Bovary                      | Emma Bovary                       | Película para televisión                                           |
| 2000 | Bedazzled                          | Alison Gardner / Nicole Delarusso |                                                                    |
| 2001 | Artificial Intelligence: AI        | Monica Swinton                    |                                                                    |
| 2002 | The Importance of Being Earnest    | Gwendolen Fairfax                 |                                                                    |
| 2002 | Windtalkers                        | Rita                              |                                                                    |
| 2003 | Timeline                           | Kate Ericson                      |                                                                    |
| 2004 | Piccadilly Jim                     | Ann Chester                       |                                                                    |
| 2004 | Iron Jawed Angels                  | Lucy Burns                        | Película para televisión                                           |
| 2004 | Book of Love                       | Elaine Walker                     |                                                                    |
| 2004 | The Lazarus Child                  | Alison Heywood                    |                                                                    |
| 2005 | Three Dollars                      | Tanya Harnovey                    |                                                                    |
| 2008 | Cashmere Mafia                     | Zoe Burden                        | 7 episodios                                                        |
| 2009 | Blessed                            | Rhonda                            |                                                                    |
| 2010 | Ice                                | Sarah                             | Miniserie                                                          |
| 2011 | The Hunter                         | Lucy Armstrong                    |                                                                    |
| 2012 | Little Red Wagon                   | Margaret                          |                                                                    |
| 2013 | Emanuel and the Truth About Fishes | Janice                            |                                                                    |
| 2014 | La maldición de la abuela          | Rebecca McCoy                     |                                                                    |
| 2014 | The missing                        | Emily Hughes                      | Nominada – Golden Globe Awards a mejor actriz de serie o telefilm. |
| 2016 | El conjuro 2                       | Peggy Hodgson                     |                                                                    |
| 2020 | Go Karts                           | Christie Hooper                   |                                                                    |